# إدارة الأوقاف

## إدارة الأوقاف
إدارة الأوقاف: إدارة القوى البشرية المشرفة على الوقف لتحقيق مصلحة الوقف والموقوف عليه في ظل أحكام الشرع، وقد تكون إدارة مركزية مرنة تتخلى فيها عن بعض صلاحياتها لكبار الموظفين، أو مركزية مطلقة تتجمع فيها السلطات الإدارية في يد الحكومة، وقد تكون لا مركزية مطلقة أو نسبية، والأصل في تحديد النظام الإداري للأوقاف ينطلق من إدارة الوقف، فهو الذي يحدد نوع النظام إن كان مركزيا أو لا مركزي، وهناك نظام إداري مقترح لإدارة الأوقاف يعتمد على التخطيط والتنظيم والتنسيق والرقابة، وكانت إدارة الأوقاف في عهد النبوة تدار من قبل الواقف نفسه بالنظام الإداري اللامركزي، ثم تحولت من اللامركزية المطلقة الى المركزية النسبية في العصور التي تلت عصر النبي، وتحولت في عصرنا الحاضر الى الجهات الحكومية المشرفة المتمثلة في وزارات الأوقاف.
التعريف الإفرادي:
الإدارة: هي تنفيذ الأعمال بوسيلة فعالة وذات كفاءة لتحقيق أهداف المنظمة، عن طريق الاستخدام الأمثل للموارد المتاحة، والتي تتضمنها عمليات التخطيط، والتنسيق والتوجيه والرقابة والتنظيم والقيادة.
الوقف: هو التحبيس أو التسبيل، ويقال وقف الشيء، وأوقفه، وحبسه، وأحبسه، وسبله والمعنى: تحبيس الأصل وتسبيل المنفعة.
التعريف المركب:
إدارة الأوقاف: هي تنظيم وإدارة القوى البشرية المشرفة على الوقف لتحقيق مصلحة الوقف والمنتفعين به أو بثمرته في جهات البر العامة أو الخاصة، على مقتضى شروط الواقف، وأحكام الشرع.

## إدارة الأوقاف تأريخيا
الغاية هي معرفة النمط الإداري الذي تم استخدامه خلال إدارة الأوقاف، هل هو الإداري المركزي أو اللامركزي؟
أولا: إدارة الأوقاف في عصر النبوة
كانت إدارة الوقف في عهد النبوة بيد الواقف نفسه، وهذا يعني أننا بصدد النظام الإداري اللامركزي في تلك الحقبة، والذي يؤكد ذلك ما رواه نافع عن ابن عمر رضي الله عنهما أن عمر بن الخطاب أصاب أرضا بخيبر، فأتى النبي صلى الله عليه وسلم يستأمره فيها، فقال يا رسول الله إني أصبت أرضا بخيبر لم أصب مالا قط أنفس عندي منه فما تأمر به، قال (إن شئت حبست أصلها وتصدقت بها) قال فتصدق بها عمر، والشاهد من الحديث والذي يدل على لامركزية الإدارة هو قول النبي صلى الله عليه وسلم لسيدنا عمر: «إن شئت حبست أصلها، وتصدقت بها»، فعندها منحه حق التصدق بريع تلك الأرض، دل ذلك على منحه إدارته لها، وكان ذلك وفق التعبير المعاصر بمنزلة اللامركزية الإدارية، لأن «شرط الواقف كنص الشرع»، وهذا التشبيه بنص الشارع إنما هو من ناحيتين:
1. أنه يتبع في شرط الواقف وتفسيره القواعد الأصولية التي يجب تحكيمها في تفسير نص الشارع.
2. أنه يجب إحترامه وتنفيذه كوجوب العمل بنص الشارع، لأنه صادر عن إدارة محترمة، نظير الوصية.[18]

أما ما له علاقة بكثرة الواقفين يقول سيدنا جابر بن عبد الله رضي الله عنهما: «لم يكن أحد من أصحاب النبي صلى الله عليه وسلم ذو مقدرة إلا وقف».
ثانيا: إدارة الأوقاف بعد عصر النبوة وحتى عصر الدولة العثمانية
- حصل تحول في إدارة الأوقاف من اللامركزية المطلقة التي كانت سائدة في عهد النبي صلى الله عليه وسلم إلى المركزية النسبية في العصور التي تلت ذلك العصر.
- كثرت الأوقاف واحتاجت لمن ينظم شؤونها، فتدخل القضاء لتنظيم إدارتها وكان أول من فكر بذلك القاضي «توبة بن نمير»، قاضي الخليفة الأموي هشام بن عبد الملك على مصر، فأوجد لها تنظيما، وأنشأ لها ديوانا مستقلا عن بقية الدواوين، ويعد هذا الديوان أول تنظيم للأوقاف في كافة الجهات الإسلامية.
- وفي عهد الدولة الفاطمية زمن الخليفة المعز، وضعت الأوقاف تحت سلطة قاضي القضاة، وأنشئت مؤسسة خاصة سميت باسم «بيت مال الأوقاف» لاستلام الموارد العامة التي تغلها أوراق هذا الديوان بعد انتهاء رمضان من كل سنة.[12]
- وفي عهد المماليك قسمت الأوقاف إلى ثلاثة أقسام:

1. الأحباس: وتتمثل بالأراضي التي وضعت تحت إشراف إدارة دويدار السلطان (دار الدعوة)، ويشرف عليها ناظر ولها ديوان خاص.
2. الأوقاف الحكمية: وهي الأراضي الموجودة داخل المدن، وجعلت مواردها لمكة المكرمة والمدينة المنورة، ووضعت تحت إشراف قاضي القضاة، الذي يعين بدوره ناظرا عليها، أو عدة نظار، وكل واحد منهم كان يرأس ديوانا للعاملين فيه.
3. الأوقاف الأهلية: ولكل واحد منها ناظره أو متوليه الخاص.

- وفي عهد الدولة العثمانية صارت للأوقاف تشكيلات إدارية تشرف عليها وصدرت قوانين متعددة لتنظيم شؤونها ولا زال الكثير من هذه القوانين معمولا بها إلى يومنا هذا.[20]

## ثالثا: إدارة الأوقاف في التطبيق المعاصر
تتم إدارة الأوقاف في أيامنا من خلال الجهة الحكومية المشرفة على الممتلكات الوقفية والتي تعرف بوزارة الأوقاف، خصوصا تلك الممتلكات التي مرت عليها مئات السنين وأصبح من الصعوبة مراعات شرط الواقف في إدارتها.
والحكم الشرعي لقيام وزارات الأوقاف بوظيفة الناظر، ينص على أن كلمة الناظر استعملت في الفقه بمعنى الحافظ للشيء والمتصرف فيه بالمصلحة، وخاصة في الوقف حيث يعتبر الناظر أحد الثلاثة الذين تدور عليهم مسؤولية حفظ الوقف وهم (الواقف، القاضي، الناظر) وهذا الأخير هو المباشر للتصرف، ويجب أن يكون معينا من أحد الاثنين السابقين، أي أن يكون من طرف الواقف أو القاضي.
وإن تولي الوقف في هذا الزمان من طرف وزارات الأوقاف أمر سائغ، حيث إن ولاية القاضي في الأصل مستفادة من توليته من طرف السلطات، وتوصل بعد ذلك إلى مشروعية إدارة الأوقاف من قبل الوزارة الحكومية، فاعتبر أن وزارة الأوقاف صلاحية ناشئة عن صلاحية الحاكم، الذي له الصلاحية في حالة ما إذا لم يعين الواقف ناظرا، أو كان الناظر مفسدا، أو كان الوقف على غير معينين، فهذا النوع من الأوقاف للدولة النظر فيه، وتعيين من تراه لذلك من وزارة أو إدارة أو أمانة على الطريقة التي تراها.

## نماذج معاصرة في إدارة الأوقاف
أولا: إدارة الأوقاف في المملكة العربية السعودية: مر تنظيم إدارة الأوقاف فيها بعدة مراحل كان آخرها:
- صدور نظام "مجلس الأوقاف الأعلى" عام 1386هـ.[22]
- إصدار لائحة تنظيم الأوقاف الخيرية (الحصر والتمحيص والتسجيل) عام 1393هـ، وتنص على:[23][24]

1. يتولى مدير الأوقاف في كل منطقة الإشراف على الأوقاف الخيرية في منطقته.
2. تبقى الأوقاف الخيرية الخاصة (الذرية) تحت أيدي نظارها.
3. يكون لإدارة الأوقاف في كل منطقة حق الإشراف على الأوقاف الخيرية الخاصة لحفظ الوقف.[24]
4. يتم بيع واستبدال الأوقاف ضعيفة الغلة على أن يرفع ذلك لمجالس الأوقاف الخاصة.

- إنشاء وكالة متفرعة عن وزارة الشؤون الإسلامية والأوقاف والدعوة والإرشاد باسم "وكالة الوزارة لشؤون الأوقاف "عام 1414هـ، ولها هيكل إداري مؤلف من ست إدارات هي:[5]

1. الإدارة العامة لأملاك الأوقاف.
2. الإدارة العامة للاستثمار.
3. الإدارة العامة للشؤون الخيرية.
4. الإدارة العامة للمكتبات.
5. إدارة الشؤون المالية والإدارية لغلال الأوقاف.
6. الإدارة العامة للشؤون الفنية.

وتعتبر المركزية الإدارية الشديدة من أهم أسباب انكماش نمو الأوقاف في القرنين الأخيرين كما يرى بعض المعاصرين.
ثانيا: إدارة الأوقاف في الجمهورية اللبنانية:
أعطي المرسوم الاشتراعي رقم (18) للمسلمين السنة الاستقلالية التامة في المجال التشريعي والإداري للأوقاف والذي ينفذ بواسطة الهيئات الآتية:
1. مفتي الجمهورية اللبنانية.
2. المجلس الشرعي الإسلامي الأعلى.
3. المفتون المحليون في المحافظات.
4. المجالس الإدارية الموجودة في العاصمة والمحافظات.
5. المدير العام للأوقاف الموجود في العاصمة ورؤساء الدوائر الوقفية الموجودون في المحافظات.[5]

## النظام الإداري المقترح لإدارة الأوقاف
- التخطيط: وهو التنبؤ بالمستقبل والاستعداد له أو تحديد أهداف الاوقاف المستقبلية، وتعيين وسائل تحقيقها في مدة زمنية محددة[27] ويتضمن:

1. تحديد الأهداف.
2. تعيين الوسائل.
3. تحديد مدة التنفيذ.

- التنظيم: ويقصد به الشكل الذي تفرغ فيه الجهود الجماعية لتحقيق غرض مرسوم[10]، ويعبر عنه بالهرم التنظيمي أو الهيكلية الإدارية التي تدار الأوقاف أو المؤسسات الوقفية من خلالها.
- التنسيق: وهو التوفيق بين الأنشطة المختلفة لتحقيق التجانس والانسجام بينها، بقصد تحقيق هدف شرعي في ظل ضوابط شرعية بأعلى كفاية ممكنة، وتحتاجه إدارة الأوقاف للتنسيق بين جهود الأفراد للوصول إلى الهدف المشترك حتى لا يحصل تضارب بينها.[28]

- الرقابة: تحتاج العملية الإدارية في جميع محطاتها إلى الرقابة، فتنفيذ الخطة والتنظيم الإداري يحتاج إليها والأمر نفسه بالنسبة للتنسيق.[11]

## وصلات خارجية
- أسس إدارة الأوقاف
- إدارة الأوقاف الإستثمارية
- إدارة وتثمير ممتلكات الأوقاف
- إدارة الأوقاف بين المركزية والامركزي
- الوقف الإسلامى في لبنان إدارته و طرق استثماره
- التنظيم القانونى لإدارة الأوقاف في العراق
- التجربة الجزائرية في إدارة الأوقاف
- ادارة الممتلكات الوقفية الأردنية
- تجربة إدارة الأوقاف في جمهورية مصر العربية
- إدارة الأوقاف على أسس اقتصادية
- الدولة ودورها في إدارة الأوقاف ونظارتها